# Ювенальная юстиция
Ювена́льная юсти́ция (лат. juvenālis «юношеский»; лат. jūstitia «правосудие») — правовая основа системы учреждений и организаций, осуществляющих правосудие по делам о правонарушениях, совершаемых несовершеннолетними.

## История
С 1870-х годов граждане американского города Бостона Кук и Аугустус начали предлагать судьям не применять к несовершеннолетним, способным встать на путь исправления, наказания, а передавать их под присмотр органов попечительского надзора.
В июле 1899 года в США в Чикаго на основании закона штата Иллинойс «О детях покинутых, беспризорных и преступных и о присмотре за ними» был учреждён первый ювенальный суд. Принятие Закона и создание ювенального суда было инициировано Люси Флауэр из Чикагского женского клуба, Джулией Латроп из общественной организации «Халл Хауз», обществом патроната «Visitation and Aid society». Для рассмотрения дел о несовершеннолетних было введено новое понятие «виновный», «правонарушитель» (англ. delinquent), отличающееся от понятия «преступник» (англ. criminal), нашёл закрепление статус несовершеннолетнего правонарушителя, который стал субъектом ювенальной юстиции.
Позднее идея ювенальной юстиции получила развитие в Великобритании, где в 1908 году была принята серия законов о детях и молодёжи. Во Франции первый ювенальный суд был учреждён в 1914 году на основе опыта США.
К настоящему времени в мире сложилось несколько моделей ювенальной юстиции: англо-американская, континентальная и скандинавская.

## Ювенальная система
Система ювенальной юстиции (англ. juvenile justice system) — сеть учреждений и организаций, совместно работающих с несовершеннолетними правонарушителями, деятельность которых осуществляется на основе законоположений и процессуальных норм, регламентирующих обращение с несовершеннолетними. Эти учреждения и организации включают в себя полицию, суды, прокуроров, обвинителей, пенитенциарные учреждения, службу пробации и управления исправительных учреждений для несовершеннолетних.
Известен следующий пример такой системы: Американская система ювенальной юстиции (англ.).

## Ювенальный суд
Центральным элементом системы ювенальной юстиции является ювенальный суд, в пределах своей компетенции рассматривающий уголовные, гражданские и административные дела, по которым одной из сторон является несовершеннолетний. К основным задачам ювенальных судов относятся защита детей и их реабилитация.

## Ювенальная юстиция в России
В России работа по созданию новой специализированной судебно-правовой системы защиты прав несовершеннолетних активно велась до 2010 года включительно. Как предполагается, она должна быть представлена как государственными органами, осуществляющими правосудие по делам о преступлениях и правонарушениях, совершённых несовершеннолетними, так и государственными и негосударственными структурами, проводящими контроль за исправлением и реабилитацией несовершеннолетних преступников и профилактику детской преступности, социальную защиту семьи и прав несовершеннолетних.
В частности, был разработан проект Федерального закона «Об основах системы ювенальной юстиции» от 14 февраля 2005 года.
Порядок внедрения в судебную систему Российской Федерации ювенальных судов определяется Федеральным конституционным законом «О ювенальных судах в Российской Федерации» и как законопроект был предложен общественными организациями.
Была разработана концепция Ювенального суда г. Ростова-на-Дону (специальный судебный состав по делам несовершеннолетних районных судов города).
В России различают ювенальную юстицию в широком и узком смысле слова:
- в узком смысле — это специализированная ветвь судебной системы;
- в широком смысле — это совокупность правовых механизмов (медико-социальных, психолого-педагогических и реабилитационных и др. процедур и программ), предназначенных для обеспечения защиты прав, свобод и законных интересов несовершеннолетних, реализуемых системой государственных и негосударственных органов, учреждений и организаций.

Под системой ювенальной юстиции (ювенальной системой) в России понимается теоретико-правовая конструкция, включающая комплекс механизмов, нацеленных на реализацию и обеспечение на основе установленных законом процедур прав, свобод и законных интересов несовершеннолетнего и реализующихся в рамках деятельности специализированных служб и учреждений ювенального профиля. В системе защиты прав несовершеннолетних ювенальной юстиции отведено центральное место.
Русская православная церковь выражала опасения по поводу введения ювенальной юстиции в России. «Молодёжное Яблоко» поддерживает введение ювенальной юстиции.
Кроме того российский форсайт-проект «Детство-2030» продвигал введение ювенальной системы в качестве основной и обществообразующей.